# Flynn Cameron
Flynn Cameron (Auckland, 30 giugno 2000) è un cestista neozelandese.

## Biografia
È il figlio dell'allenatore ed ex cestista Pero Cameron.

## Carriera

### Nazionale
Nel 2022 ha disputato, con la nazionale neozelandese, i Campionati asiatici, conclusi al terzo posto finale.